# Spider-Man 3 (jeu vidéo)
Pour les articles homonymes, voir Spider-Man 3 (homonymie).
Spider-Man 3 est un jeu vidéo d'action développé par Treyarch et édité par Activision en 2007 sur PS3 et Xbox 360. Il fait suite au jeu vidéo sorti trois ans auparavant, Spider-Man 2.
L'entreprise de développement nommée Vicarious Visions s'est occupée des versions du jeu sur support PS2, Wii, GBA, PSP et DS. Beenox Studios l'a développé sous Windows.
Comme son titre l'indique, il s'agit d'une adaptation vidéoludique du film du même nom sorti en 2007, lui-même inspiré du comics d'origine.